# الجدي (نجم)
الجُدَيّ أو ألفا الدب الأصغر (باللاتينية: Polaris أو α Ursae Minoris) هو ألمع نجوم كوكبة الدب الأصغر ونجم الشمال الحالي، حيث أنه قريب جداً من القطب السماوي الشمالي. الجدي هو نجم متعدد (ثلاثي) ويبعد عن الأرض مسافة 430 سنة ضوئية ويبلغ لمعانه 2 قدر ظاهري، وكتلته تبلغ ستة كتل شمسية. ربما نجم الجدي هو أكثر نجوم النصف الشمالي للكرة الأرضية شهرة بسبب أهميته لمعرفة الاتجاهات (انظر فقرة: «نجم الشمال» أدناه). الجدي هو عملاق عظيم يبلغ ضياؤه 1500 ضعف ضياء الشمس. نجم الجدي هو نجم متغير من المتغيرات القيفاوية، حيث أن ضوءه يتغير بشكل ضئيل كل مدة قريبة من 4 أيام.

## النظام النجمي

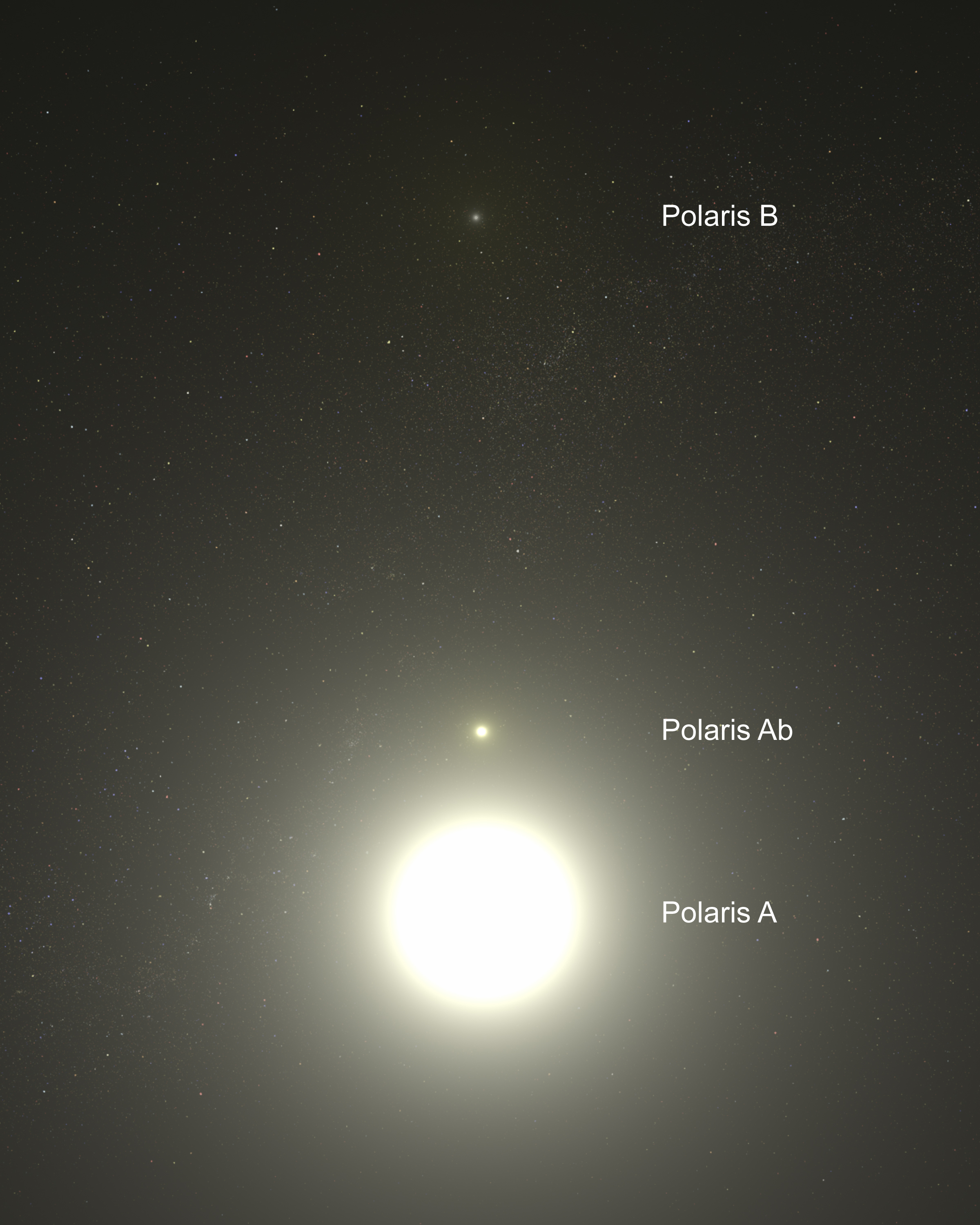
صورة من تلسكوب هابل تُظهر نجم الجدي مع رفيقيه: "الجدي أ" و"الجدي أب".

يُرافق نجم الجدي نجم من نجوم التسلسل الرئيسي ومن القدر التاسع اسمه «الجدي ب». يُمكن أن يُرى حتى بتلسكوب متواضع، وقد كان أول من لاحظه هو ويليام هرشل في عام 1780. وفي عام 1929 اُكتشف عبر تحليل طيف الجدي أنه يَملك رفيقاً آخر وهو نجم قزم وشديد القرب منه. وفي عام 2006 نشرت ناسا صوراً من تلسكوب هابل تُظهر نجم الجدي مع رفيقيه بوضوح. النجم الأكثر قرباً يَبعد مسافة 18.5 و.ف (2.46 ساعة ضوئية) فقط عن «الجدي أ» (وهذا ما يُعادل بُعد كوكب أورانوس عن الشمس)، وهذا يُفسر سبب اختفاء ضوئه بين ضوء «الجدي أ» الذي يفوقه ضياءً وحجماً بكثير. ويدور «الجدي أب» (النجم الأقرب إلى «الجدي أ») في مدار شاذ يُتمه مرة كل 30 سنة حول نظام الجدي النجمي.

## نجم الشمال

صورة متحركة توضح كيفية دوران السماء حول النجم القطبي، وحوله توجد الكوكبات التي تُسمّى: "الكوكبات أبدية الظهور". من ضمنها الدب الأكبر والدب الأصغر.

حالياً نجم الشمال هو نجم الجدي (هناك فرق بين نجم القطب ونجم الشمال، فهناك قطبان للكرة السماوية)، ونجم القطب (والجدي حالياً هو نجم القطب الشمالي) هو اسمٌ يُطلق على ألمع نجمٍ قريبٍ من أحد قطبي الكرة الأرضية. حيث أنه يَكون قريباً من محور دوران الأرض لدرجة تجعله شبه ثابت. ويُمكن بمعرفتة معرفة الاتجاهات الاصلية (إلا في المناطق القريبة من القطب الشمالي للأرض فيكون النجم القطبي عالياً في السماء فوق رؤوسهم).
لذلك فقد كانت له أهميّة كبيرة جداً في العصور القديمة. وربما كان وما زال أشهر نجوم السماء على الإطلاق بسبب هذا. وحالياً يَبعد نجم الجدي مسافة 0.7ْ عن القطب السماوي الشمالي (1.4 ضعف قطر القمر الظاهري). لن يبقى نجم الجدي هو نجم الشمال للأبد، فنجم الشمال يتغير باستمرار نتيجة لتغير زاوية محور دوران الأرض، فمثلاً كان نجم الشمال قبل 14,000 عام (12,000 ق.م) هو النسر الواقع وسوف يَعود كذلك بعد 12,000 عام (14,000م). وقد كان نجم الثعبان في كوكبة التنين هو نجم الشمال قبل 5000 عام.

### الاستدلال على نجم الجدي
توجد كوكبتان لامعتان قريبتان من نجم الجدي حالياً هما الدب الأكبر وذات الكرسي، ومّما يجعل الأمر سهلاً أن هاتين الكوكبتين هما من الكوكبات أبدية الظهور. لكن بالرغم من أن هاتين الكوكبتين تُصنفان ضمن الكوكبات أبدية الظهور إلى أن معظمهما أو كل نجومهما تختفي تحت الأفق لمدة وجيزة أثناء اليوم. ومع ذلك فيُمكن الاستدلال على موقع نجم الجدي بأي وقت لأن هاتين الكوكبتين تقعان على جهتين متقابلتين من نجم الشمال، وبالتالي فإن غابت إحداهما تحت الأفق فسوف تكون الأخرى مرتفعة في السماء.
توجد سبع نجوم لامعة في كوكبة الدب الأكبر تُسمى «بنات نعش الكبرى»، واثنان من هذه النجوم السبعة يسميان الدليلين، وهما المراق والدبة. وقد أخذا اسمهما من إمكانيّة الاستدلال على موقع نجم الجدي بواسطتهما. وذلك بمد خط وهمي منهما بحيث يكونان على استقامة واحدة إلى نجم الجدي.
أيضاً يُمكن معرفة موقعه بواسطة كوكبة ذات الكرسي والتي تُشكل حرف "W". فإذا أخذنا الجهة اليُمنى من الكوكبة والتي تُشكل حرف "V" أكثر انتظاماً من الذي تشكله الجهة اليُسرى، ومددنا خطاً وهمياً من وسطها بحيث يكون على مسافة واحدة من كلا ضلعي حرف "V" فإنه سوف يَصل إلى نجم الجدي أيضاً.

## أسماء الجدي في الثقافات المختلفة
كان العرب القدماء يُسمونه غالباً الجدي، لكن كان يُسمى أسماءً أخرى أيضاً مثل «الركبة». أما المايا فقد سموه «رأس القرد»، وهو رمز إله النجم القطبي عند المايا. وقد سماه الهنود «دهرفا» (Dhurva) والتي تعني «الثابت» نسبة إلى ثبوته في السماء. أما حديثاً فقد أصبح اسمه المُعتمد في معظم اللغات هو "Polaris" نسبة إلى "Pole" والتي تعني «قطب» باللغة الإنكليزية اما أهل البحر في دول الخليج العربي فيسمونه بالجاه (الياه) بنطقهم.